# FV107 Scimitar

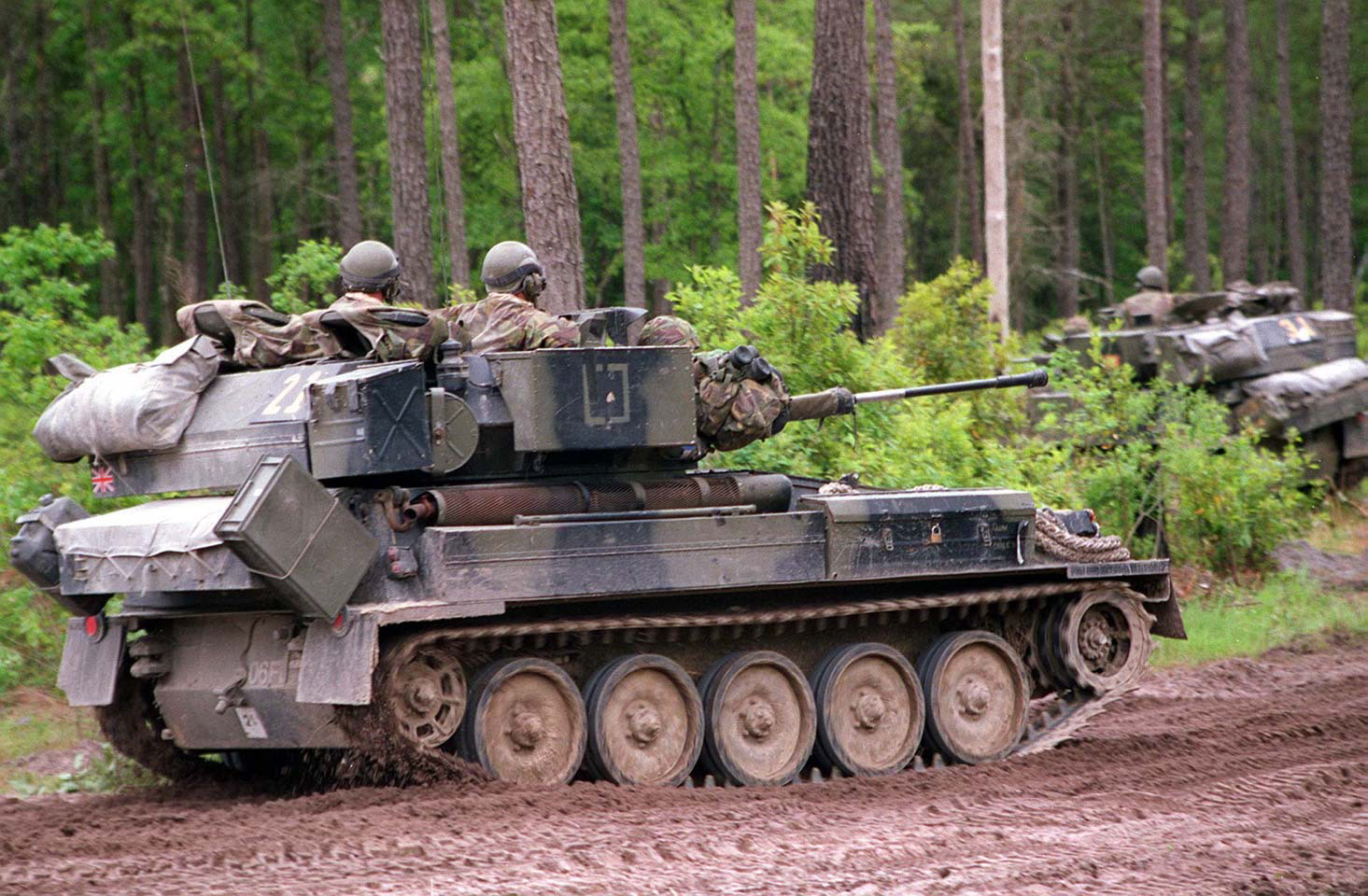
FV107 Scimitar

FV107 Scimitar är ett bepansrat spaningsfordon som används av den brittiska armen. Tillverkaren heter Alvis och produktionen sker i Coventry. Fordonet har många likheter med spaningsfordonet FV101 Scorpion, men en stor skillnad är beväpningen, då FV107 Scimitar har en huvudbeväpning bestående av en höghastighetskanon på 30 mm istället för en kanon på 76 mm. Sekunderbeväpningen består av ett maskingevär på 7,62 mm som är monterat koaxialt med kanonen.
Fordonet har en besättning på 3 man, väger 7,8 ton, en längd på 4,9 meter och en topphastighet på 80,5 km/h.
Den brittiska armen har för närvarande 325 enheter i tjänst, sedan introduktionen år 1971.